# روبرت أوكو
الدكتور جون روبرت أوكو (31 مارس 1931 - 13 فبراير 1990)، المعروف باسم روبرت أوكو، هو سياسي كيني شغل منصب وزير خارجية كينيا من 1979 إلى 1983 ومن 1988 إلى 1990. قُتل في كينيا في 13 فبراير 1990. قضية القتل التي ربما تكون الأكثر إثارة للاهتمام في تاريخ كينيا، لا تزال دون حل.